# Gustav Schuft
Gustav Schuft (Német Birodalom, Berlin, 1876. június 16. – Németország, Cottbus, 1948. február 8.) kétszeres olimpiai bajnok német tornász.
Az 1896. évi nyári olimpiai játékokon indult tornában. 6 számban vett részt. Csapat korlátgyakorlatban és csapat nyújtógyakorlatban aranyérmes lett.